# Сенна, Маркос
Ма́ркос Анто́нио Се́нна да Си́лва (порт.-браз. Marcos Antônio Senna da Silva), также известный просто как Сенна (порт.-браз. Senna, родился 17 июля 1976 года) — бразильский и испанский футболист, выступавший на позиции центрального полузащитника.
Провёл большую часть своей профессиональной карьеры в испанской команде «Вилльярреал», проведя за 11 сезонов 363 официальных матча, из которых 10 сезонов команда провела в Ла Лиге, и забив 33 гола. Свою карьеру он завершал в команде «Нью-Йорк Космос», с которой дважды выиграл Соккер Боул.
Уроженец Бразилии, Сенна выступал за сборную Испании, в составе которой выступал на протяжении четырёх лет, сыграв на чемпионате мира 2006 и на чемпионате Европы 2008 года, который он выиграл в составе сборной Испании (выходил в стартовом составе во всех матчах, кроме последней встречи группового этапа). Он стал первым бразильцем-обладателем титула чемпиона Европы.
Сенна был известен благодаря способности делать дальний пас, наносить дальние удары по воротам, а также являлся мастером исполнения пенальти.

## Карьера
С 2002 года по 2013 год играл за «Вильярреал» на позиции опорного полузащитника, выступал за сборную Испании. Сенна известен как хороший игрок в пас, владеет приличным дальним ударом. В 2012 году, после вылета «Вильярреала» в Сегунду, за желание Маркоса остаться в клубе в трудную минуту в его честь назвали одну из трибун стадиона «Эль-Мадригал».
Карьеру футболиста завершил в ноябре 2015 года, выиграв в составе «Нью-Йорк Космос» в финале плей-офф Североамериканской футбольной лиги (NASL).
В феврале 2016 года начал работать в «Вильярреале» в департаменте институциональных отношений.
Двоюродный брат Маркоса Ассунсао, бывшего игрока сборной Бразилии (1998—2000).

## Достижения
Вильярреал
- Победитель Кубка Интертото 2003 года
- Победитель Кубка Интертото 2004 года

 Сборная Испания
- Чемпион Европы по футболу 2008 года
- Входит в символическую сборную чемпионата Европы 2008 года по версии FIFA.
- Футболист года в Испании: 2008